# Wuthering Heights (gruppo musicale)
I Wuthering Heights sono una progressive power metal band danese nata nel 1997 a Copenaghen.

## Formazione

### Formazione attuale
- Nils Patrik Johansson - voce
- Erik Ravn - voce, chitarra, basso, tastiere, mandolino
- Martin Arendal - chitarra
- Andreas Lindahl - tastiere
- Teddy Möller - basso
- Morten Gade Sørensen - batteria, percussioni

### Ex componenti
- Rune S. Brink - tastiere (1997-2004)
- Morten Nødgaard - batteria, voce (1997-2000)
- Kasper Gram - basso (1997-2000)
- Kristian Andrén - voce (1998-2002)
- Henrik Flyman - chitarra (2002-2004)
- Lorenzo Dehò - basso
- Eric Grandin - basso

## Discografia

### Album in studio
- 1999 - Within
- 2002 - To Travel for Evermore
- 2004 - Far from the Madding Crowd
- 2006 - The Shadow Cabinet
- 2010 - Salt

### Demo
- 1997 - Within